# Bright Swamp
Bright Swamp är ett träsk i Belize. Det ligger i distriktet Belize, i den norra delen av landet, 70 kilometer norr om huvudstaden Belmopan.